# Ministeriet for Flygtninge, Indvandrere og Integration
 Ikke at forveksle med Udlændinge- og Integrationsministeriet.
Ministeriet for Flygtninge, Indvandrere og Integration var et dansk ministerium, som eksisterede fra 2001 til 2011.
Ministeriet blev nedlagt ved regeringsskiftet den 3. oktober 2011. Et lignende ministerium, Udlændinge- og Integrationsministeriet, blev oprettet efter regeringsskiftet i 2015.

## Afdelinger og sagsområder
Departementet bestod af fire afdelinger:
- Administrationsafdelingen
- Integrationsafdelingen
- Udlændingeafdelingen
- Digitaliseringsafdelingen.

Udlændingeservice var en styrelse under Integrationsministeriet. På ministeriets område fandtes endvidere Flygtningenævnet.
Ved oprettelsen af integrationsministeriet i 2001 overførtes sagsområder fra i alt otte ministerier:
- Indenrigsministeriet: diverse sagsområder vedrørende integration
- Justitsministeriet: indfødsret.
- Undervisningsministeriet: undervisning i dansk mv.
- Finansministeriet: integration på statslige arbejdspladser mv.
- By- og Boligministeriet: kvarterløft mv.
- Socialministeriet: socialt udsatte flygtninge og indvandrere.
- Arbejdsministeriet: arbejdsmarkeds initiativer for indvandrere og flygtninge
- Erhvervsministeriet: brobygning for indvandrede og flygtninge

Ved nedlæggelsen i 2011 overførtes sagsområderne til tre andre ministerier:
- Beskæftigelsesministeriet: integration af flygtninge og indvandrere på arbejdsmarkedet.
- Justitsministeriet: sager vedrørende udlændingeområdet, herunder asyl og indfødsret.
- Social- og Integrationsministeriet: sager vedrørende integrationspolitik.

## Ministerliste
| Minister for flygtninge, indvandrere og integration |  | Bertel Haarder       | 27. november 2001 | 18. februar 2005  | Venstre |
| Minister for flygtninge, indvandrere og integration |  | Rikke Hvilshøj       | 18. februar 2005  | 23. november 2007 | Venstre |
| Minister for flygtninge, indvandrere og integration |  | Birthe Rønn Hornbech | 23. november 2007 | 8. marts 2011     | Venstre |
| Minister for flygtninge, indvandrere og integration |  | Søren Pind           | 8. marts 2011     | 3. oktober 2011   | Venstre |
| Ministeriet nedlagt pr. 3. oktober 2011             |  |                      |                   |                   |         |

## Ekstern henvisning
- Ministeriets hjemmeside